# Pool Ambrocio
Pool Edinson Ambrosio Greifo (ur. 4 grudnia 1990) – peruwiański zapaśnik walczący w stylu wolnym. Olimpijczyk z Tokio 2020, gdzie zajął piętnaste miejsce w kategorii 86 kg.
Zajął dziewiętnaste miejsce na mistrzostwach świata w 2019. Trzynasty w indywidualnym Pucharze Świata w 2020. Piąty na igrzyskach panamerykańskich w 2015 i siódmy w 2019. Srebrny medal na mistrzostwach panamerykańskich w 2016 i 2020; brązowy w 2011, 2014, 2015 i 2018.
Zdobył pięć medali na igrzyskach Ameryki Południowej, srebrny w 2014, 2018 i 2022. Mistrz Ameryki Południowej w 2012, 2014, 2015, 2017 i 2019. Wicemistrz igrzysk boliwaryjskich w 2013 i trzeci w 2009, 2017 i 2022 roku.
Absolwent Universidad Ricardo Palma w Limie.
Jest bratem zapaśnika José Ambrocio.